# Big Yellow Taxi
Big Yellow Taxi è un brano musicale del 1970, scritto ed originariamente interpretato da Joni Mitchell.

## Il testo
Mitchell ebbe l'idea del brano durante un viaggio alle Hawaii. Guardando fuori dalla finestra dell'albergo in cui soggiornava, vedeva lo spettacolo dell'oceano Pacifico, contrapposto ad un parcheggio sottostante all'albergo. L'artista raccontò questa esperienza durante una intervista al giornalista Alan McDougall nei primi anni settanta.
La canzone è particolarmente conosciuta per essere una delle prime ad avere ampi contenuti ambientalisti. È esemplificativo in questo senso il famoso verso del brano "They paved paradise to put up a parking lot" (in italiano, è 'hanno asfaltato il paradiso per costruirci un parcheggio'). I versi "They took all the trees, put 'em in a tree museum/And charged the people a dollar and a half just to see 'em" ('Hanno preso tutti gli alberi, li hanno messi in un museo degli alberi/E chiedono alla gente un dollaro e mezzo solo per vederli') è un riferimento al Foster Botanical Garden di Honolulu, un giardino botanico in cui si trovano alcune specie di piante rare o in via di estinzione.
Nella parte finale del brano, le componenti politiche del testo lasciano spazio alle esperienze più personali della Mitchell. La cantante infatti racconta la separazione dal suo "vecchio" ("old man": un fidanzato, un marito o un padre), portato via dal "grande taxi giallo" ("big yellow taxi") del titolo, che potrebbe riferirsi alle automobili della polizia di Toronto, gialle fino al 1986.

## Cover e campionamenti
Nel corso degli anni Big Yellow Taxi è stata oggetto di numerose reinterpretazioni da parte di importanti artisti internazionali. Già nel 1970 il gruppo The Neighborhood ne registrò una versione, che riuscì ad arrivare fino alla posizione 29 della Billboard Hot 100. Successivamente, nel 1973 Bob Dylan la incise nell'album Dylan.
Nel 1980 il gruppo Manfred Mann's Earth Band utilizzò la melodia del brano e il verso They Paved Paradise... per il loro brano Lies (Through the 80's), presente nell'album Chance.
Nel 1995 Amy Grant registrò una cover del pezzo che ebbe un discreto successo. L'anno seguente fu pubblicato un remix della versione originale della Mitchell che ebbe una discreta popolarità. Big Yellow Taxi dal 1997 fu anche parte di un medley interpretato dalle Indigo Girls, Jewel, Sarah McLachlan e Meredith Brooks, nel corso del tour Lilith Fair.
La cover incisa nel 2002 dai Counting Crows per l'album Hard Candy, fu inserita nella colonna sonora del film Two Weeks Notice - Due settimane per innamorarsi. In occasione del film, i Counting Crows registrarono il brano con Vanessa Carlton. Il singolo ebbe molto successo, riuscendo ad arrivare fino al terzo posto della classifica inglese, primo caso nella carriera del gruppo.
Il singolo di Janet Jackson Got 'til It's Gone, estratto dall'album The Velvet Rope e pubblicato il 22 settembre 1997, contiene un campionamento di Big Yellow Taxi; al brano hanno partecipato il rapper statunitense Q-Tip e la stessa Joni Mitchell. Questo brano come singolo negli Stati Uniti non fu pubblicato, ma raggiunse la posizione numero 36 nella classifica radio, la numero 6 nella classifica dance e la numero 3 nella classifica radio rhythm and blues/hip hop, mentre entrò tra i primi venti posti nelle classifiche della maggior parte dei mercati europei, tra cui Francia, Germania, Italia e Svizzera.